# Juan Carlos (piłkarz)
Juan Carlos Martín Corral (ur. 20 stycznia 1988 w Guadalajarze) – hiszpański piłkarz występujący na pozycji bramkarza w Gironie FC.